# بخش مرکزی شهرستان بختگان
بخش مرکزی یکی از بخش‌های شهرستان بختگان استان فارس ایران است.

## تقسیمات کشوری
- بخش مرکزی شهرستان بختگان
  - دهستان آباده طشک
  - دهستان بختگان

مرکز شهرستان : آباده طشک
سایر شهرها   : خواجه جمالی

## جمعیت
براساس سرشماری عمومی نفوس و مسکن در سال ۱۳۹۵، جمعیت بخش مرکزی شهرستان بختگان برابر با ۲۱،۰۶۸ نفر بوده‌است.

## مکان‌های دیدنی
- جهان‌آباد
- خواجه جمالی
- پارک ملی حیات وحش بختگان
- قله ول
- قله دال نشین
- دریاچه طشک
- دریاچه بختگان
- جزیره نرگس
- جزیره مرغابی
- تنگه جزین
- باغ‌های انار (صادرات انار به کشورهای حوزه خلیج فارس)
- باغ‌های پسته